# Alfredo Oriani (destroyer)
Pour l'écrivain, voir Alfredo Oriani.
Le Alfredo Oriani (fanion « OA ») était un destroyer italien, navire de tête  de la classe Oriani lancé en 1936 pour la Marine royale italienne (en italien : Regia Marina).

## Conception et description
Les destroyers de la classe Oriani sont des versions légèrement améliorées de la classe Maestrale. Leur longueur entre perpendiculaires est de 101,6 mètres et leur longueur totale de 106,7 mètres. Les navires avaient une largeur de 10,15 mètres et un tirant d'eau moyen de 3,15 mètres et de 4,3 mètres à pleine charge. Ils  déplaçaient 1 700–1 750 tonnes à charge normale, et 2 400–2 450 tonnes à pleine charge. Leur effectif en temps de guerre était de 206 officiers et hommes de troupe.
Les Oriani étaient propulsés par deux turbines à vapeur à engrenages Parsons, chacune entraînant un arbre d'hélice à l'aide de la vapeur fournie par trois chaudières Thornycroft. Conçus pour une puissance maximale de 48 000 chevaux-vapeur (36 000 kW) et une vitesse de 32-33 nœuds (59–61 km/h) en service, les navires ont atteint des vitesses de 38-39 nœuds (70–72 km/h) pendant leurs essais en mer alors qu'ils étaient légèrement chargés. Ils transportaient suffisamment de mazout pour avoir une autonomie de 2 600 à 2 800 milles nautiques (4 800 à 5 200 km) à une vitesse de 18 nœuds (33 km/h) et de 690 milles nautiques (1 280 km) à une vitesse de 33 nœuds (61 km/h).
Leur batterie principale se composait de quatre canons de 120 millimètres calibre 50 dans deux tourelles jumelées, une à l'avant et une à l'arrière de la superstructure. Au milieu du navire se trouvait une paire de canons à obus éclairants de 120 millimètres de calibre 15. La défense antiaérienne des navires de la classe Oriani était assurée par quatre mitrailleuses de 13,2 millimètres Breda Model 1931. Les navires étaient équipés de six tubes lance-torpilles de 533 millimètres dans deux supports triples au milieu du navire. Bien qu'ils ne soient pas dotés d'un système de sonar pour la lutte anti-sous-marine, ils sont équipés d'une paire de lanceurs de grenades sous-marines. Les navires peuvent transporter 56 mines.

## Construction et mise en service
Le Alfredo Oriani est construit par le chantier naval Cantiere navale fratelli Orlando de Livourne en Italie, et mis sur cale le 28 octobre 1935. Il est lancé le 30 juillet 1936 et est achevé et mis en service le 15 juillet 1937. Il est commissionné le même jour dans la Regia Marina.

## Histoire du service
À la date de l'entrée de l'Italie dans la Seconde Guerre mondiale, l'Alfredo Oriani appartient au IXe escadron de destroyers, avec ses navires-jumeaux (sister-ships) Alfieri, Gioberti et Carducci..
À deux heures de la nuit du 12 juin 1940, il quitte Tarente avec ses navires-jumeaux, la Ire division (croiseurs lourds Zara, Fiume et Gorizia), la VIIIe division (croiseurs légers Duca degli Abruzzi et Garibaldi) et le XVIe escadron de destroyers (da Recco, Pessagno, Usodimare) pour patrouiller dans la mer Ionienne.
Le 2 juillet, avec ses navires-jumeaux, la Ire division (Zara, Fiume, Gorizia), les croiseurs légers Bande Nere et Colleoni et la Xe escadron de destroyers (Maestrale, Grecale, Libeccio, Scirocco) à l'escorte indirecte d'un convoi revenant de Libye (il est formé par les transports de troupes Esperia et Victoria, qui utilisent l'escorte des torpilleurs Procione, Orsa, Orione et Pegaso, sur la route de Tripoli à Naples).
Dans l'après-midi du 7 juillet, il appareille avec les navires-jumeaux et le reste de la IIe escadre navale - le croiseur lourd Pola, les Ire, IIe, IIIe et VIIe division de croiseurs pour 11 unités au total et les Xe, XIe, XIIe et XIIIe escadron de destroyers - qui rejoignent ensuite la Ire escadre et livrent la bataille de Punta Stilo. le 9 juillet. Lors de la retraite de la flotte italienne au cours de la bataille, le IXe escadron est la première formation de destroyers, parmi ceux envoyés pour contre-attaquer avec des torpilles, à lancer ses propres torpilles - cinq en tout, à une distance de 13 500 mètres - mais n'a pas réussi à toucher,.
Entre le 30 juillet et le 1er août, il assure l'escorte indirecte - avec ses navires-jumeaux - des croiseurs Pola, Zara, Fiume, Gorizia, Trento, Da Barbiano, Alberto di Giussano, Eugenio di Savoia, Duca degli Abruzzi, Attendolo, Montecuccoli et les XIIe, XIIIe et XVe escadron de destroyers pour un total de 11 unités - à deux convois pour la Libye, qui voient en mer un total de 10 marchands, 4 destroyers et 12 torpilleurs.
Vers midi le 27 novembre, il quitte Naples avec le Pola, la Ire Division (Fiume et Gorizia) et les autres destroyers du IXe escadron, participant ainsi à la peu concluante bataille du cap Teulada,.
Le 26 mars à onze heures, il part de Tarente (sous le commandement du capitaine de frégate (capitano di fregata) Vittorio Chinigo) avec ses navires-jumeaux et la Ire Division (Zara, Pola, Fiume), rejoignant ensuite l'escadre navale - cuirassé Vittorio Veneto, IIIe division de croiseurs (Trento, Trieste, Bolzano) et VIIIe division de croiseurs (Garibaldi et Duca degli Abruzzi), les XIIIe escadron de destroyers (Granatiere, Bersagliere, Fuciliere, Alpino), XVIe escadron de destroyers (Da Recco, Pessagno), XIIe escadron de destroyers (Corazziere, Carabiniere, Ascari) - destinés à l'opération "Gaudo", qui aboutit plus tard à la bataille du cap Matapan.
Pendant la bataille, le Pola, dans la soirée du 28 mars, a été immobilisé par une torpille aérienne. L'amiral Angelo Iachino, commandant de l'escadre italienne, envoie toute la Ire division et le IXe escadron au secours du croiseur endommagé, mais lorsque, à 22h27, les navires arrivent dans les environs du Pola, ils sont surpris par les cuirassés britanniques HMS Barham (04), HMS Valiant (02) et HMS Warspite (03), qui les canonnent avec leur artillerie. Le Zara, le Fiume, le Alfieri, le Carducci et, dans un deuxième temps, aussi le Pola (torpillé par des destroyers britanniques), sont coulés. Au début de la bataille, le Oriani est la dernière unité de la ligne, précédée par le Carducci; même s'il est touché par de sérieux dommages, il réussit heureusement à se replier et à s'éloigner avec le Gioberti indemne, également grâce au sacrifice du Carducci, qui est dirigé contre les navires anglais couvrant la retraite des unités avec des écrans de fumée,,.
Du 16 au 18 juillet, il fait partie (avec les destroyers Lanciere, Geniere, Gioberti et le torpilleur Centauro) de l'escorte d'un convoi formé par les transports de troupes Marco Polo, Neptunia et Oceania sur la route Tarente-Tripoli (avec également une escorte indirecte fournie par les croiseurs Trieste et Bolzano et les destroyers Carabiniere, Ascari et Corazziere). L'ensemble du convoi arrive sans dommage au port, échappant également à une attaque du sous-marin HMS Unbeaten (N93) dirigée contre le Oceania.
Le 4 août, il part de Naples, escortant un convoi formé par les vapeurs Nita, Aquitania, Ernesto, Nirvo et Castelverde (le reste de l'escorte est formé par les destroyers Aviere, Geniere, Gioberti et Camicia Nera et le torpilleur Calliope), qui est ensuite rejoint par le pétrolier Pozarica. Le 6 août, le Nita, touché par des avions du 830th Squadron britannique (Royal Air Force)), coule à la position géographique de 35° 15′ N, 12° 17′ E, rendant vaines les tentatives du Camicia Nera et du Calliope pour le sauver, tandis que les autres navires du convoi arrivent au port le lendemain,.
Le 19 août, il fait partie, avec les destroyers Vivaldi, Da Recco, Gioberti et le torpilleur Dezza, qui est rejoint par la suite par le Xe escadron (Maestrale, Grecale, Libeccio, Scirocco), de l'escorte d'un convoi allant de Naples à Tripoli (transports de troupes Marco Polo, Esperia, Neptunia et Oceania). Le 20 août, alors que les transports prennent la route sûre vers Tripoli (échappant également à une attaque du sous-marin HMS Unbeaten), le sous-marin britannique HMS Unique (N95) torpille le Esperia, qui coula à la position géographique de 33° 03′ N, 13° 03′ E. Il est possible de sauver 1 139 hommes, tandis que les victimes sont au nombre de 31.
Les 26-29 août il fait partie - avec le destroyer Euro et les torpilleurs Procione, Orsa et Clio - de l'escorte d'un convoi formé par les vapeurs Ernesto et Aquitania, par le navire à moteur Col di Lana et par le pétrolier Pozarica, naviguant de Naples à Tripoli. Le 27, le convoi est attaqué deux fois par le sous-marin HMS Urge (N17), qui manque le Pozarica mais endommage le Aquitania (qui doit retourner à Trapani assisté du Orsa), puis échappe à la réaction du Clio; les autres navires arrivent à destination le 29.
Toujours en septembre, il fait partie de l'escorte du convoi " Tembien ", qui est attaqué par des bombardiers Vickers Wellington. Les vapeurs Nicolò Odero et Caffaro sont incendiés par les bombes, et explosés.
Le 24 septembre, il escorte (avec les destroyers Lampo, Fulmine et Strale) un convoi composé des transports Amsterdam, Castelverde et Perla. Le convoi est peut-être attaqué par un sous-marin au large de Pantelleria, mais il n'y a aucune confirmation du côté britannique.
Du 16 au 19 octobre, il fait partie de l'escorte (destroyers Oriani, Folgore, Fulmine, Usodimare, Da Recco, Sebenico) d'un convoi naviguant de Naples à Tripoli (transports Beppe, Marin Sanudo, Probitas, Paolina et Caterina), qui sont ensuite rejoints par le chalutier à moteur Amba Aradam et le torpilleur Cascino. Le Beppe est torpillé le 18 par le sous-marin HMS Ursula (N59), il doit être pris en remorque par le remorqueur Max Barendt et assisté par le Da Recco et le torpilleur Calliope (il atteint Tripoli le 21), tandis que la Caterina coule à 62 milles nautiques (114 km) par 350° de Tripoli à cause des dommages causés par une attaque aérienne. Le reste du convoi atteint Tripoli le 19,.
Au matin du 8 novembre 1941, le Oriani (toujours sous le commandement du capitaine de frégate Vittorio Chinigo) quitte Naples pour rejoindre l'escorte du convoi "Duisburg". Ce convoi, composé des navires marchands Duisburg, San Marco, Sagitta, Maria, Rina Corrado, Conte di Misurata et Minatitlan (avec une cargaison de 34 473 tonnes de ravitaillement, 389 véhicules, 243 hommes) est dirigé vers Tripoli avec l'escorte, outre le Oriani, des destroyers Maestrale, Grecale, Fulmine et Euro (auxquels s'ajoutent, comme escorte indirecte, également les croiseurs lourds Trento et Trieste et 4 destroyers). Dans la nuit suivante, le convoi est attaqué et détruit par la " Force K " britannique (croiseurs légers HMS Aurora (12) et HMS Penelope (97) et destroyers HMS Lance (G87) et HMS Lively (G40)) Tous les marchands et le Fulmine sont coulés, tandis que le Grecale est sérieusement endommagé. Pendant le combat - au début duquel le Maestrale se trouve à bâbord du convoi - le destroyer essaie de couvrir les navires marchands avec des écrans de fumée et tire quelques coups de feu, sans succès,. Parmi les unités de l'escorte indirecte, le Oriani est le seul à sortir complètement indemne de la rencontre,,. Lorsque le combat est terminé, l'Oriani prend en charge le Grecal, immobilisé en raison des dommages qu'il a subis, et le remorque jusqu'à Trapani,,.
Le 19 novembre, il escorte, avec le Gioberti et le Maestrale, le convoi "Alpha" (Ankara et Venier) qui revient de Tripoli à Naples (les navires sont ensuite détournés vers Tarente en raison de la présence navale britannique dans le canal de Sicile),.
À 18h40 le 13 décembre, il quitte Tarente avec une escadre navale - le cuirassé Duilio, le croiseur lourd Gorizia, les destroyers Gioberti et Maestrale - pour l'escorte indirecte de l'opération "M. 41" (trois convois dirigés vers Benghazi avec départ de Tarente et Argostóli, avec l'emploi des transports Fabio Filzi, Carlo del Greco, Monginevro, Napoli, Ankara, Capo Orso, et, pour l'escorte, les destroyers Da Recco, Usodimare, Pessagno, Saetta et Malocello et le torpilleur Pegaso, soit trois groupes de soutien). L'opération est cependant victime des attaques des sous-marins britanniques HMS Upright (N89) et HMS Urge (N17), qui coulent le Filzi et le Del Greco et endommagent gravement le cuirassé Littorio, tandis que le Iseo et le Capo Orso sont sérieusement endommagés après une collision,.
Le 16 décembre, rattaché au Xe escadron de destroyers, il participe, avec les cuirassés Andrea Doria, Giulio Cesare et Littorio, les croiseurs lourds Trento et Gorizia et les destroyers Granatiere, Bersagliere, Fuciliere, Alpino, Corazziere, Carabiniere, Gioberti, Maestrale et Usodimare, à l'escorte indirecte dans l'opération de convoi pour la Libye "M 42" (deux convois formés au total par les navires marchands Monginevro, Napoli, Ankara et Vettor Pisani avec l'escorte des destroyers Saetta, Da Recco, Vivaldi, Da Noli, Malocello, Pessagno et Zeno, tous deux partis de Tarente et dirigés vers Benghazi - le Ankara et le Saetta - et Tripoli - les autres unités). Les navires arrivent à destination sans dommage le 18, tandis que le groupe de soutien prend part à une bataille non concluante avec une formation britannique, appelée la première bataille de Syrte, au début de laquelle le Oriani, à 15h43 le 17 décembre, signale par erreur qu'il a détecté de la fumée provenant de navires ennemis à une certaine distance,.
Le 3 janvier 1942 à 16h00, il quitte Naples - avec le cuirassé Duilio, les croiseurs légers Garibaldi, Montecuccoli et Attendolo et les destroyers Maestrale, Scirocco, Oriani et Malocello - pour assurer une escorte indirecte pendant l'opération "M.43". Il est prévu l'envoi de trois convois (qui comprenaient en mer les navires marchands Monginevro, Nino Bixio, Lerici, Gino Allegri, Monviso et Giulio Giordani et une escorte directe fournie par les destroyers Vivaldi, Da Recco, Usodimare, Bersagliere, Fuciliere, Freccia et par les torpilleurs Procione, Orsa, Castore, Aretusa et Antares) de Messine, Tarente et Brindisi, tous dirigés vers Tripoli. Après l'arrivée des transports au port (qui a eu lieu le 5), le Oriani et les autres unités du groupe rentrent à leur base à 4h20 du 6 février,.
Le 22 janvier, il fait partie de l'escorte indirecte de l'opération "T.18" (convoi formé par le transport de troupes Victoria - parti de Tarente - et par les cargos Ravello, Monviso, Monginevro et Vettor Pisani - partis de Messine -, avec l'escorte des destroyers Vivaldi, Malocello, Da Noli, Aviere, Geniere et Camicia Nera et des torpilleurs Orsa et Castore). Le convoi arrive à Tripoli le 24, subissant cependant la perte du Victoria, coulé par deux attaques de bombardiers-torpilleurs,.
À 18h30, le 21 février 1942, il quitte Messine - avec les croiseurs Gorizia, Trento, Bande Nere et les destroyers Alpino et Da Noli - pour fournir une escorte indirecte à deux convois (navires marchands Monginevro, Ravello, Unione, Giordani, Lerici, Monviso protégées par les destroyers Vivaldi, Malocello, Premuda, Strale, Pigafetta, Pessagno, Zeno, Scirocco, Maestrale et les torpilleurs Circe et Pallade) de Corfou et Messine à Tripoli, dans le cadre de l'opération "K.7".
Du 7 au 10 mars, il fait partie de l'escorte indirecte (avec d'autres destroyers et les croiseurs Montecuccoli, Garibaldi et Eugenio di Savoia) de l'opération "V.5", qui prévoit l'envoi de 4 vedettes rapides en Libye (de Brindisi, Messine et Naples à Tripoli) et le retour de quatre autres vedettes,.
À minuit le 21 mars l'unité, rattaché au XIe escadron de destroyers (Aviere, Ascari, Oriani) quitte Tarente avec le cuirassé Littorio et les unités de l'escadron, prenant part à la seconde bataille de Syrte, peu concluante, dans laquelle il ne joue pas un rôle important,.
Au printemps 1942, le Oriani est déployé, avec le Ascari et la VIIe division (croiseurs Eugenio di Savoia et Raimondo Montecuccoli) à Cagliari, pour former une force d'" intervention rapide " contre d'éventuelles attaques de navires britanniques sur des convois à destination de l'Afrique du Nord.
Le 13 juin à 16h30, il part de Cagliari avec le Xe escadron de destroyers (Ascari, Gioberti, Premuda), dont il est le chef d'escadron sous le commandement du capitaine de vaisseau (capitano di vascello) Riccardo Pontremoli, pour attaquer - avec la VIIe division de croiseurs (Montecuccoli et Eugenio di Savoia) et le XIVe escadron de destroyers (Vivaldi, Zeno, Malocello) - le convoi britannique " Harpoon " dans la bataille de la mi-juin,. Au début de la bataille, les Oriani, Ascari et Premuda (le Gioberti revient à sa base à cause d'une panne de moteur, ainsi que le Zeno) sont à la tête de la formation, et à 5h40 le 14, les Oriani et Ascari ouvrent le feu à 19 000 mètres contre les destroyers britanniques HMS Bedouin (F67) et HMS Partridge (G30). À 5h50, l'une des deux unités (on ne sait pas laquelle) touche le Bedouin, puis, entre 6h07 et 6h09, ils tirent sur les destroyers britanniques HMS Marne (G35) et HMS Matchless (G52), sans les toucher. Pendant toute la matinée, le Oriani tire une soixantaine d'obus. À 6h17, les Oriani, Ascari et Premuda sont envoyés au secours du Vivaldi, immobilisé et en feu par un obus britannique. À 9h49, le Oriani et le Ascari sont attaqués sans succès par des bombardiers-torpilleurs Bristol Beaufort, et rejoignent ensuite la VIIe division. Vers 12h35, les deux chasseurs ouvrent à nouveau le feu contre le Bedouin et le Partridge, tandis qu'à 12h57, s'étant séparés de la VIIe division, ils ouvrent le feu à 12 000 mètres contre le pétrolier Kentucky, qui est endommagé par un avion. Puis, rejoignant les croiseurs, à 13h20 ils sont envoyés vers le Bedouin, qui, cependant, est peu après achevé par un bombardier-torpilleur Savoia-Marchetti SM.79 "Sparviero". À 13h43 le Oriani lance une torpille qui touche le Kentucky: la charge explosive, au lieu d'exploser, ne produit qu'une déflagration limitée, qui cause peu de dégâts. Les Oriani et Ascari contribuent ensuite avec leurs tirs d'artillerie, ainsi que des avions italo-allemands, à achever le Kentucky et le vapeur Burdwan, tous deux déjà sérieusement endommagés par les avions. Tout au long du combat, le Oriani a tiré 168 obus de 120 mm.
Entre le soir du 11 août et le matin du 12 août, le Oriani sort en mer avec une force composée en tout par les IIIe division de croiseurs (Gorizia, Bolzano, Trieste) et VIIe division de croiseurs (Eugenio di Savoia, Attendolo, Montecuccoli), pour prendre part à la bataille de la mi-août. Cette force est toutefois renvoyée le 13 par crainte d'attaques ennemies (le Bolzano et le Attendolo sont également torpillés et sérieusement endommagés),.
En septembre, l'unité est soumise à des travaux de modernisation. Le navire est équipé d'un échogoniomètre de fabrication allemande, la trémie pour les grenades sous-marines est remplacée par deux de production nouvelle, les pièces éclairantes de 120 mm sont enlevées et trois systèmes de mitrailleuses jumelles de 20/65 mm sont installés; les mitrailleuses jumelles de la passerelle sont remplacées par d'autres simples.
Le 4 novembre, il appareille de Naples pour escorter - avec le Maestrale, le Grecale, le Gioberti, les torpilleurs Clio et Animoso et un autre destroyer moderne, le Velite- les navires à moteur Giulia et Chisone et le vapeur Veloce, à destination de Tripoli. Malgré de nombreuses attaques aériennes, le convoi est l'un des derniers à atteindre la Libye sain et sauf.
Au cours de 1943, le Oriani subit d'autres modifications, dont l'installation d'un radar de fabrication allemande de type "De.Te.", l'élimination du complexe de lance-torpilles arrière et d'un complexe de mitrailleuses de 20/65 mm, l'embarquement de 2 mitrailleuses simples de 37/54 mm et d'autant de mitrailleuses simples de 20/65 mm.
Il est ensuite employé pour le transport rapide de matériaux.
À la proclamation de l'armistice du 8 septembre 1943 (Armistice de Cassibile), le navire part de La Spezia avec le reste de l'escadre navale (cuirassés Italia, Vittorio Veneto et Roma, croiseurs légers Giuseppe Garibaldi, Attilio Regolo, Duca degli Abruzzi, Eugenio di Savoia, Duca d'Aosta, Montecuccoli, destroyers Artigliere, Fuciliere, Mitragliere, Carabiniere, Legionario, Velite, Grecale) se rend aux Alliés à Malte, où il arrive le 11 septembre, amarré à la tour Madliena,,. Le 12 septembre, il est ravitaillé en carburant par le cuirassé Andrea Doria et le 14, il quitte l'île avec le Legionario, se rendant d'abord à Bizerte, puis à Alger. Là, les deux unités embarquent quelques unités américaines et leur matériel, puis les transportent à Ajaccio en Corse pour soutenir la résistance opposée par les forces italiennes et françaises aux troupes allemandes dans l'île. Une fois la mission accomplie, ils reviennent à Malte à 8 heures le 29 septembre, en amarrant à Marsaxlokk (Legionario) et Marsaskala (Oriani),. Le 4 octobre, le Oriani quitte Malte avec plusieurs autres unités (le Legionario, les croiseurs Garibaldi, Abruzzi et Pompeo Magno, les torpilleurs Libra et Calliope, les corvettes Ape, Cormorano, Danaide, Gabbiano, Minerva et Pellicano, les torpilleurs MS 35, MS 54, MS 55, MS 56, MS 61 et MS 64, les chasseurs de sous-marins VAS 201, VAS 204, VAS 224, VAS 233, VAS 237, VAS 240, VAS 241, VAS 246 et VAS 248) et retournent en Italie.
Jusqu'à l'armistice, le Oriani avait effectué un total de 168 missions de guerre (14 avec les forces navales, 3 comme chasseur anti-sous-marin, 4 comme transport, 62 comme escorte de convoi, 19 comme formation et 56 d'autres types), couvrant un total de 56 782 milles nautiques (105 160 km) et passant 290 jours en mission.
Le navire effectue ensuite un service très intense en 1944 et 1945, dans le cadre de la cobelligérance . Il est principalement employé en escorte, mais à une occasion, il se retrouve à combattre des unités allemandes,. De 1943 à 1945, le Oriani a effectué un total de 143 missions, couvrant environ 40 000 milles nautiques (74 000 km),.
En 1948, en vertu des clauses du traité de paix (Traité de Paris), l'unité est radiée de la Marine italienne et confiée à la Marine nationale française,.
Rebaptisé D'Estaing, il n'est jamais employé sous le pavillon français jusqu'à sa mise au rebut en 1954,.

### Commandement
Commandants
- Capitaine de frégate (Capitano di fregata) Mario Panzani (né à Livourne le 22 mars 1899) (10 juin - octobre 1940)
- Capitaine de frégate (Capitano di fregata) Ernesto Giuriati (né à Parme le 8 octobre 1902) (octobre 1940 - février 1941)
- Capitaine de frégate (Capitano di fregata) Vittorio Chinigò (né à Bologne le 26 octobre 1900) (février 1941 - 14 mars 1942)
- Capitaine de frégate (Capitano di fregata) Paolo Pesci (né à Lerma le 11 septembre 1900) (15 mars 1942 - janvier 1943)
- Capitaine de vaisseau (Capitano di vascello) Riccardo Pontremoli (né à La Spezia le 21 mars 1900) (temporairement en juin 1942)
- Capitaine de frégate (Capitano di fregata) Pietro Scammacca (né à Catane le 13 mars 1902) (janvier - décembre 1943)